# Новошичи
Новошичи (укр. Новошичі) — село в Дрогобычской городской общине Дрогобычского района Львовской области Украины.
Население по переписи 2001 года составляло 494 человека. Занимает площадь 1,131 км². Почтовый индекс — 82122. Телефонный код — 3244.